# Kamsjön (Drängsereds socken, Halland)
Kamsjön är en sjö i Hylte kommun i Halland och ingår i Suseåns huvudavrinningsområde.